# José Apolonio Burgos
El P. José Apolonio Burgos y García nació en la ciudad de Vigan, Ilocos Sur, 9 de febrero de 1837. Sus padres eran José Burgos, y Florencia García. 
Estudió en Colegio de San Juan de Letrán y se graduó de bachiller en filosofía y poco después recibió las primeras órdenes y más tarde el presbiterado. Siendo aun diácono se presentó a oposición para la parroquia del Sagrario de Intramuros, saliendo aprobado brillantemente pero la circunstancia de no ser presbítero aún, le impidió tomar posesión del cargo. El 21 de enero de 1859 terminó su doctorado en Teología. Siendo de advertir que en todo, los exámenes consiguió la calificación de "Nemine Disrepante", al ordenarse de presbítero se posesionó de la parroquia del sagrario de Intramuros que ya había ganado en buena lid, desempeñado además el cargo de Fiscal Eclesiástico Canónigo magistral Interino de la Catedral y maestro de Ceremonias de la Universidad de Santo Tomas de Manila en cuyo centro docente formó parte de un buen número de tribunales de Examen. 

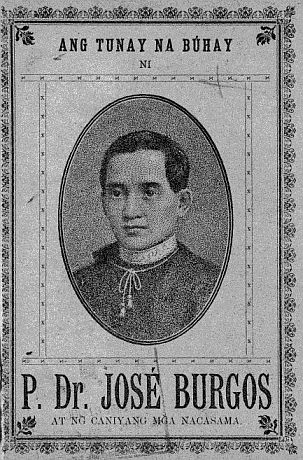
José Apolonio Burgos.

Irresuelta aún la cuestión agraria, surgió al asunto religioso por el que clero secular encabezado por el P. Burgos hizo frente al clero regular (Frailes) en abierta protesta por los abusos de que era objeto. El clero secular tenía por meta procurar, dentro de los medios legales y sin alteración del orden público, las reformas que la opinión general reclamaba entre las cuales sobresalía la secularización de las parroquias.
Al día siguiente de haber estallado el motín en Cavite, Burgos fue detenido en Manila, e inmediatamente procesado por sedición y condenado a muerte.
Víctima del garrote vil, murió el 17 de febrero de 1872.